# پریگرویتسا
پریگرویتسا (به صربی: Prigrevica) یک منطقهٔ مسکونی در صربستان است که در Apatin District واقع شده‌است. پریگرویتسا ۴۰٫۲۶ کیلومتر مربع مساحت و ۳٬۹۶۴ نفر جمعیت دارد.